# Мунгонго, Локенге
Локенге Мунгонго (англ. Lokenge Mungongo; род. 8 октября 1978, Заир) — футболист из ДР Конго, защитник. Бронзовый призёр Кубка африканских наций 1998 года.

## Биография
Локенге Мунгонго родился 8 октября 1978 года.
Играл в футбол на позиции защитника. На протяжении карьеры выступал в чемпионате ДР Конго. В 1997—1999 и 2005 году защищал цвета «Мотема Пембе» из Киншасы, в 2000—2004 годах — «ТП Мазембе» из Лубумбаши. В 1998 и 2004 годах был чемпионом страны.
В 1998—2001 годах провёл 7 матчей за сборную ДР Конго, забил 2 мяча. Дебютным стал полуфинальный поединок Кубка африканских наций 25 февраля 1998 года, в котором конголезцы уступили сборной ЮАР (1:2 доп. вр.), а Мунгонго играл с 56-й минуты. 27 февраля сделал дубль в матче за 3-4-е места против сборной Буркина-Фасо (4:4, пен. 4:1) и стал бронзовым призёром турнира.

## Достижения
«Мотема Пембе»
- Чемпион ДР Конго (2): 1998, 2004.

ДР Конго
- Бронзовый призёр Кубка африканских наций (1): 1998.